# Thomas Ellenberg
Thomas Ellenberg (* 9. November 1957) ist ein ehemaliger deutscher Fußballspieler.

## Werdegang
Der Stürmer Ellenberg gehörte in der Saison 1976/77 zum Kader des Zweitligisten Arminia Bielefeld. Er gab sein Zweitligadebüt am 14. August 1976 beim 1:0-Sieg der Arminia bei Alemannia Aachen. Insgesamt absolvierte Thomas Ellenberg acht Zweitligaspiele für die Bielefelder, bei denen er jeweils eingewechselt wurde. Im Jahre 1978 wechselte er zum FC Gütersloh in die Oberliga Westfalen. In der Saison 1981/82 wurde Ellenberg mit den Güterslohern Vizemeister hinter dem TuS Schloß Neuhaus. Anschließend wechselte er zum FC Gohfeld aus Löhne.